# Wal Schneider
José Valdemir da Silva Gomes (Tabuleiro do Norte, 10 de setembro de 1980) mais conhecido como Wal Schneider, é um ator e diretor brasileiro. Aos 17 anos saiu da cidade natal (Tabuleiro do Norte, Ceará) de carona em um caminhão de melão para o Rio de Janeiro com apenas R$25 reais, dois livros e o sonho de ser ator. Transformou mais de 5 mil vidas através do teatro com o projeto No Palco da Vida.

## Biografia
Filho de faxineira e pai carpinteiro. Wal dividia comida para sete irmãos incluindo ele, de família pobre. Descobriu o Circo aos sete anos, e sonhou queria ser artista, assistia novelas na brechas das janelas dos vizinhos. Quando chegava o Circo na cidade ele vendia maçãs para poder assistir aos espetáculos, muita das vezes entrava escondido para aprender mais sobre aquele mundo mágico. Aos 17 anos saiu do Ceará - Tabuleiro do Norte de carona em um caminhão de melão com R$25 reais, com ajuda de sua mãe, Tereza e sua amiga Jesuíta  para seguir o sonho de ser ator no Rio de Janeiro. Dois dias de viagem. Ao chegar na cidade maravilhosa, não era nada daquilo que tinha visto pelas novelas da televisão, Wal passou por muitas dificuldade; Lavou pratos, fez faxina, trabalhou em uma padaria e passou fome,  mas sua fome de vencer superou todas as dificuldades, trabalhou para pagar cursos de teatro. Conseguiu terminar o 2º Grau e se formar como ator na CAL - Casa das Artes de Laranjeiras. 
Um dos seus primeiros testes como ator, foi para o musical sobre a vida da Carmem Miranda, dirigido pelo ator e diretor Miguel Falabella. No teste arrancou risadas e robou a cena no Tetaro Scala,. Mesmo não passando no teste, o diretor o aconselhou a seguir a carreira no humor.  

## Carreira na Televisão
Fez diversas participações como ator na TV Globo, novelas como "A Lua me Disse",  "América", personagem João Canuto (Líder do movimento dos trabalhadores) no seriado do Linha Direta entre outras. Estreou em 2007 na novela Páginas da Vida, de Manoel Carlos, quando no mesmo ano sentou no sofá no Programa do Jô, no qual contou sua história para todo o Brasil naquele ano. Em 2019 está no elenco da novela Espelho da Vida, como um cuidador da fazenda e de cavalos nos dias de hoje, e no passado como um estrangeiro alfaiate.

## Além de ser ator
Wal Schneider ministra workhops desde 2003 com a oficina Salada de Humor e Workhop Ator por um Dia. Oferecendo aulas de teatro para crianças, adolescentes, adultos e pessoas com necessidades especiais. No ano que começou, foi convidado ple UERJ quando foi assinado o sistema de cotas no Brasil para ministrar aulas de teatro. Em 2007  foi convidado pelo foi convidado para dar oficina de teatro no SESC de Ramos para 50 meninos e meninas do Complexo do Alemão. 
Foi então que uma das alunas, Raquel, ofereceu sua casa para prosseguir com as aulas. Um quintal pequeno e as aulas acontecia também dentro de uma sala de estar. Com o nome do projeto Meu Papel no Mundo, Jean, George, Babi, Raquel, Tuane e Cláudio, uns dos que restantes dos alunos, junto com Wal começaram a ensaiar a peça Os Meninos da Rua Paulo, de  Ferenc Molnár em 2008. No começo tinha 25 alunos no muro, cada mês entrava mais crianças querendo descobrir arte, o espaço era pequeno então teve a ousadia de ir para Bangu dar aulas. Junto com os alunos pegava o trem todo fim de semana para o armazém abandonado, logo depois mudaram-se de novo para uma igreja em Campo Grande, lá conseguiu estrear o espetáculo, e foi premiado como melhor espetáculo e melhor direção pela AABB.

## Projeto No Palco da Vida
Em 2011 Wal teve a ousadia de alugar um casarão no bairro de Olaria, onde hoje funciona o Instituto Cultural No Palco da Vida, sendo a primeira escola de arte da região. Oferecendo aulas de teatro, dança, musicalidade e desenvolvimento à leitura para todas nas idades. O projeto contém uma cervo rico com amis de 15 mil itens raros entre revistas, programas de teatro, vinil, jornais, DVDs de arte e objetos que contam a história do Teatro Brasileiro. Além de uma biblioteca com mais de 20 mil livros. Ao longo dos anos já se passaram mais de 7 mil alunos, sendo uma referência no Brasil e contemplado pela UNESCO com o apoio do Criança Esperança em 2018.

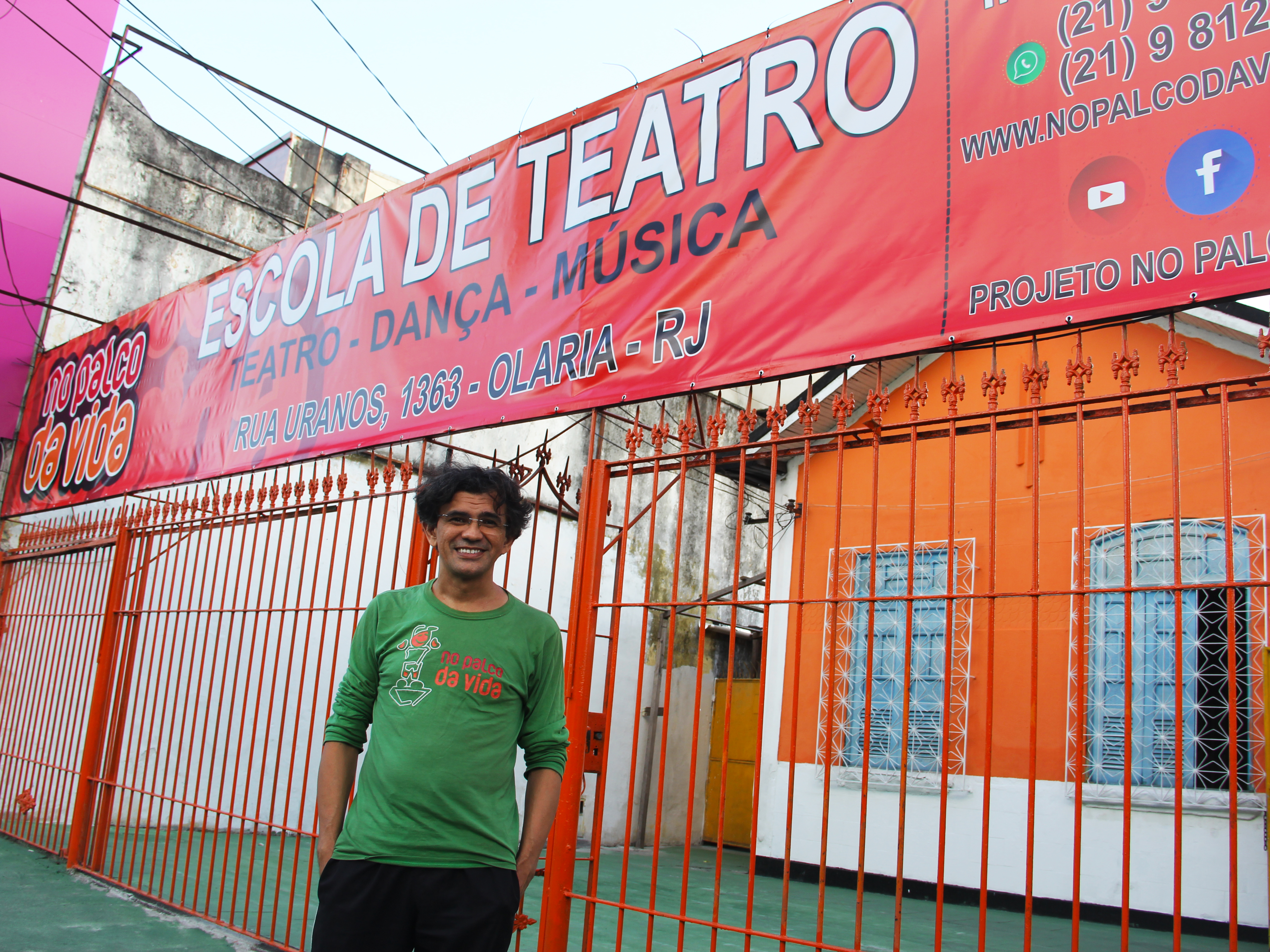
Wal Schneider em frente ao projeto No Palco da Vida em 2022 (Foto: Will Dubrok)

Artistas nomeados como Zezé Motta, Malu Mader, Jacqueline Laurence, Cristina Pereira, Amir Haddad, Francisco Azevedo, Ana Paula Araújo, Rosane Svartman, Dira Paes, Ruth de Souza, Fernanda Torres vestem a camisa do proejto e abraçando a causa. Com missão de despertar o talento de cada ser humano, servindo de ponte para o crescimento coletivo e sendo uma voz ativa para a transformação social através das artes integradas. Wal usa como como referência Grupo Galpão, Theatre du Soleil, da Ariane Mnouchkine na França, Grupo Nós do Morro, do Guti Fraga, Teatro de Pequim, no Japão, Teatro do Oprimido, de Augusto Boal entre outros para seus ensinamentos. Fazer com que eles saibam que podem dar vôos maiores, e ser o que quiserem, tanto ser artista, engenheiro, entregador, faxineiro, empresário. Perceber o lado do outro, provocando o sentimento que de querer ajudar o colega de cena fora do palco, formando não apenas atores e sim seres humanos com  caráter, ética e respeito.
Em 2015 Wal ganha o Prêmio Extraordinários, na categoria Superação do Jornal Extra, por sua história e sua ousadia. No mesmo ano ganha o Prêmio João canuto de Direitos Humanos. Em 2017 ganha o Prêmio Heloneida Studart de Cultura.

## Trabalhos

### Teatro
Atuou;
- A Resistível Ascensão de Arturo Ui, de Bertolt Brecht.
- Nossa Cidade, de Thornton Wilder.
- Viúva Porém Honesta, de Nelson Rodrigues.
- Um Violinista no Telhado, de Joseph Stein.
- Chapeuzinho Vermelho, de Maria Clara Machado.
- Um Sábado em 30, de Luiz Marinho.
- O Camaleão Alface, de Maria Clara Machado.
- Um Molière Imaginário, de Molière.
- Memórias de Nossa Infância.

Dirigiu;
- 2007 - Anjos em Agonia, grupo No Palco da Vida.
- 2008 - Os Meninos da Rua Paulo,  de  Ferenc Molnár.
- 2010 - Memórias de Nossa Infância, do grupo No Palco da Vida.
- 2012 - Um Molière Imaginário, de Molière.
- 2015 - Dois Perdidos Numa Noite Suja, de Plínio Marcos.
- 2018 - Um Trem Chamado Desejo.
- 2022 - Memórias em Movimento.

### Televisão
| Televisão | Televisão                   | Televisão       | Televisão                      | Televisão    |
| --------- | --------------------------- | --------------- | ------------------------------ | ------------ |
| Ano       | Título                      | Papel           | Nota                           | Emissora     |
| 1995      | Quatro por Quatro           | Entregador      |                                | TV Globo     |
| 2005      | A Lua Me Disse              | Porteiro        |                                | TV Globo     |
| 2005      | Linha Direta                | João Canuto     | Episódio: Violência no campo   | TV Globo     |
| 2006      | Páginas da Vida             | Emílio          |                                | TV Globo     |
| 2009      | Paraíso                     | Zé Calango      | Episódio: 1.172                | TV Globo     |
| 2010      | Escrito nas Estrelas        | Chico           | 17 Episódios                   | TV Globo     |
| 2012      | Amor Eterno Amor            | Léo             |                                | TV Globo     |
| 2015      | Série Ribanceira            | Fantasma        |                                | Canal Brasil |
| 2018      | Espelho da Vida             | Martim / Hakima |                                | TV Globo     |
| 2020      | Salve-se Quem Puder         | Escobar         | Episódio: "20 de fevereiro"    | TV Globo     |
| 2022      | Cine Holliúdy               | Pitombense      | Episódio: 1                    | TV Globo     |
| 2023      | A Divisão                   | Garçom Valdir   | Episódio: "2"                  | Globo Play   |
| 2024      | O Jogo que Mudou a História | Raimundo        |                                | Globo Play   |
| 2024      | Pedaço de Mim               | Preso           | Episódio: "Depois de Ter Você" | Netflix      |

### Cinema
| Cinema | Cinema                                    | Cinema    | Cinema |
| ------ | ----------------------------------------- | --------- | ------ |
| Ano    | Título                                    | Papel     |        |
| 2015   | Descoberta do Mundo, de Clarice Lispector | Ele mesmo |        |
| 2017   | O Crime da Gávea                          | Pedreiro  |        |
| 2021   | Ricos de Amor                             | Manoel    |        |
| 2024   | Um Salto para o mundo                     | Ele mesmo |        |

## Livros
- Te disse que sou famosos?, de Wal Schneider - 2007.
- Chica Xavier: Mãe do Brasil, de Teresa Montero - 2013.
- "Um Palco e Muitas Vidas: 10 anos de histórias No Palco da Vida", de Teresa Montero. - 2018

## Prêmios
- Prêmio Heloneida Studart de Cultura - 2018
- Prêmio Extraordinário na Categoria Superação - 2015[5]
- Prêmio João Canuto de Direitos Humanos - 2015[6]
- Prêmio Moção da Câmara de Caxias - 2014
- Prêmio de Melhor Expressão Artística da AABB - 2011
- Prêmio Melhor Palestrante (Rotary Club Rio de Janeiro)

## Ligação externa
- Wal Schneider. no IMDb.